# 安藤奈保子
- 安藤奈保子
- 安藤なおこ

安藤 奈保子（あんどう なおこ、1989年7月29日 – ）は、日本の女性歌手、タレント。

## 人物・来歴
- 茨城県[1]鹿嶋市[2]生まれ、東京都品川区[2]出身。国立音楽大学教育学科卒。

- 幼少期から「おかあさんといっしょ」のうたのおねえさんに憧れ、家族を観客にしてコンサートを開いていた[3]。安藤は、「うたのおねえさん」以外の職業に就くことは考えたことがなかったという[4]。大学4年から「おかあさんといっしょ宅配便」にうたのおねえさんとして出演[5]。
- 「おかあさんといっしょ」ファミリーコンサートは中学生や高校生になっても、制服で観に行っていた[6]。
- アーティスト名の使い分けについては「安藤なおこ表記のときは歌のお姉さんとしての歌を、安藤奈保子表記のときはジャンル問わず1人の歌い手としての歌を[7]」と自身のTwitterでコメントしている。
- GLAY、SUPER JUNIORのファンで、コンサートにも訪れている[8]。

## 出演

### ラジオ
- 今日は一日○○三昧（NHK FM放送）
  - キッズソング三昧（2014年5月5日）

### コンサート
- おかあさんといっしょスペシャルステージ
  - みんないっしょに!空までとどけ!みんなの想い!（2013年）
  - みんないっしょに!げんきいっぱい!ゴー!ゴー!ゴー!（2014年）
  - みんないっしょに!歌って遊んで 夢の大ぼうけん!（2015年）
  - 星で会いましょう!〜出会えばみんなおともだち〜（2016年）
  - ようこそ、真夏のパーティーへ（2017年）
- おかあさんといっしょ宅配便
  - 「ポコポッテイト」小劇場（2011年10月 - 2016年9月、NHK大阪放送局）
  - 「ガラピコぷ〜」小劇場（2016年10月 - 2018年2月、NHK大阪放送局）
- ワンワンといっしょ！夢のキャラクター大集合
  - 魔女がおじゃましま～ジョ!（2014年）
  - 春のプリンセスとおさむい将軍（2015年）
  - 真冬の大運動会（2016年）
  - センターを取るのは、だれだ!?（2017年）
  - いざ勝負!紅白かくし芸対決（2018年）
- 0歳から入場OK！おんがくであそぼうコンサート[9]
- 0歳から入場できる東京シティ・フィルのクラシックコンサート「夏休みファミリーコンサート」
- 歌とピアノ
  - 歌とピアノ
  - 歌とピアノvo.2
  - 歌とぴあのvo.3